# Tony George
 (septembre 2014).
Si vous disposez d'ouvrages ou d'articles de référence ou si vous connaissez des sites web de qualité traitant du thème abordé ici, merci de compléter l'article en donnant les références utiles à sa vérifiabilité et en les liant à la section « Notes et références ».
Anton Hulman George, plus connu sous le nom de Tony George (né le 30 décembre 1959 à Indianapolis) est un entrepreneur américain. Il est l'ancien  directeur de l'Indianapolis Motor Speedway et de l'Indy Racing League (l'organisme qui gère les championnats IndyCar Series et Indy Pro Series et qu'il a fondé en 1996) ainsi que de l'écurie Vision Racing.

## Biographie
Tony George est le petit-fils de Tony Hulman (en), qui acquit l'Indianapolis Motor Speedway au sortir de la Seconde Guerre mondiale. Devenu PDG de l'Indianapolis Motor Speedway en 1989, Tony George a bousculé la tradition. Alors que depuis sa création, l'IMS n'accueillait qu'une seule course par an, les prestigieux 500 miles d'Indianapolis, il a diversifié les activités du circuit en faisant venir la NASCAR et la Formule 1, faisant d'Indianapolis la capitale mondiale officieuse du sport automobile. Créée en 1994, l'épreuve de NASCAR du Brickyard 400 (devenu Allstate 400 at the Brickard) s'est rapidement imposée comme l'un des rendez-vous majeurs du sport américain. Le Grand Prix de Formule 1, pour lequel la construction d'un circuit intérieur fut nécessaire, connaît un succès plus mitigé. Au milieu de l'année 2007, un communiqué annonce que l'IMS ne recevra plus le grand prix de Formule 1 mais organisera un Grand prix Moto GP. Sous l'impulsion de George, l'IMS a également accueilli plusieurs manches du championnat IROC.
Outre la diversification des activités de l'Indianapolis Motor Speedway, l'autre grande fait d'armes de Tony George est la création en 1996 de l'Indy Racing League, championnat de monoplace destiné à concurrencer le CART et dont les 500 miles d'Indianapolis, retirés du calendrier du CART, sont l'épreuve reine. La création de l'IRL a fait de Tony George l'une des figures les plus controversées du sport américain. Certains le félicitent d'avoir créé un championnat renouant avec la tradition du sport automobile américain (courses essentiellement sur ovales et aux États-Unis, et faisant la part belle aux pilotes américains, à l'opposée du CART qui dans les années 1990 avait une vocation plus internationale), tandis que d'autres lui reprochent d'avoir considérablement affaibli les courses de monoplaces aux États-Unis, y compris les 500 miles d'Indianapolis, dont l'audience télévisée aux États-Unis est désormais inférieure aux principales courses de NASCAR.
Toujours propriétaire de l'Indy Racing League par le biais de la société Hulman & Co, George en abandonne la direction exécutive en 2005 afin de fonder sa propre équipe de course, le Vision Racing, qu'il engage en  IndyCar Series, le principal championnat de l'IRL. Parmi ses pilotes figure notamment son beau-fils Ed Carpenter.
Très critiqué pour sa gestion jugée dispendieuse de l'Indianapolis Motor Speedway, Tony George est évincé de la présidence de Hulman & Co et de l'IMS en juin 2009. Simultanément, il quitte la direction de l'Indy Racing League, laissant sa place à Randy Bernard. Il reste membre du conseil d'administration des sociétés familiales jusqu'en janvier 2010, date à laquelle il décide de partir.